# Thaborberg
De Thaborberg is een natuurgebied en natuurreservaat in Dilbeek (Vlaams-Brabant).

## Ligging
De Thaborberg wordt omsloten door de Kattebroekstraat, de Thaborstraat en de Kerselaarstraat. Het gebied is 6 hectare groot. Het is eigendom van Michielsheem, een instelling voor volwassenen met een verstandelijke handicap, en wordt beheerd door Natuurpunt Dilbeek.

## Geschiedenis
Net als in de Wolfsputten was er op de Thaborberg een groeve waar kalkzandsteen werd ontgonnen uit de Formatie van Lede, die 45 miljoen jaar geleden in het Eoceen is afgezet. De verschillende ravijnen die het gebied doorkruisen zijn hiervan restanten.
De kalkzandsteen werd geëxploiteerd van in de Middeleeuwen tot de 19e eeuw.
Tot de Eerste Wereldoorlog was het domein eigendom van de familie de Viron, die er een villa had. Het domein was omgeven door 4 hectare bos, weide en akkerland. De Molenbeekse pastoor Arthur Vetsuypens (1869-1958) verbleef soms in de villa als huisleraar van de adellijke familie. De villa werd beschadigd bij het begin van de Eerste Wereldoorlog waarna ze leeg kwam te staan. Vetsuypens ontfermde zich erover en organiseerde er tijdens de oorlog vakantiekolonies voor het opvangen van arme, tuberculoze kinderen uit de Brusselse agglomeratie. Dit leidde na de oorlog tot de oprichting van de organisatie L'Oeuvre du Mont Thabor waaraan het domein in 1925 werd verkocht. Le Mont Thabor verwijst naar de Taborberg nabij Nazareth die in het Nieuwe Testament 'de berg der verheerlijking' van Jezus wordt en waarop de apostel Petrus drie tenten wilde opslaan.
Van 1922 tot 1951 was de zorg in handen van de zusters Dominicanessen. Net voor de Tweede Wereldoorlog werd het sanatorium gevoelig uitgebreid; tegen de oude villa werd een nieuwe vleugel gebouwd, zodat de bebouwde oppervlakte meer dan vervijfvoudigde. Amper twaalf jaar later, nog vóór de gebouwen volledig waren afgewerkt, sloot het sanatorium zijn deuren en werd het complex nog enkel als dag- en vakantieverblijf gebruikt door de Christelijke Mutualiteiten. Even werd er zelfs aan gedacht om op deze plaats een ziekenhuis te bouwen, als tegenhanger van de vrijzinnige Franstalige hospitalen van Brussel. Een restant hiervan is afrit 12 van de Brusselse Ring.
In 1983 bouwden de Christelijke Mutualiteiten aan de noordrand van het gebied een tehuis voor volwassenen met een verstandelijke beperking: het Michielsheem, beheerd door Klim vzw. In 1996 werd het oude sanatorium na jaren van verwaarlozing en verval afgebroken. Nu rest er enkel nog een grotachtig kapelletje. In 2003 werd het beheer van het bosgebied overgedragen aan Natuurpunt en in 2011 verhuisde het Michielsheem naar een nieuwbouw ten zuiden van het bosgebied.

## Natuurwaarde
Het gebied is vooral bebost, met een interessant brongebied, waar travertijnvorming optreedt. Op het einde van de Tweede Wereldoorlog werden bijna alle beukenbomen in het Thaborbos gekapt voor de wederopbouw van het land en als brandhout voor de plaatselijke bevolking, maar enkele drie meter dikke bomen hebben het nog overleefd. Enkele veelvoorkomende plantensoorten zijn grote keverorchis, eenbes en tongvaren. In de lente toon het bos zich van haar mooiste kant met Daslook, Wilde narcis en Bosanemoon.
Het is een overnachtingsplaats voor een groot aantal halsbandparkieten en houtduiven. Ook vossen, wijngaardslakken, eikelmuizen en Grote glimwormen werden al waargenomen.

## Juridisch statuut
- Gewestplan: voornamelijk natuurgebied, met enkele stukken als zone voor gemeenschapsvoorzieningen.
- 2006: Erkenning als natuurreservaat, waarin wordt gestreefd naar de instandhouding en de verdere ontwikkeling van de biodiversiteit.